# Katsuragi (Wakayama)
Katsuragi (jap. かつらぎ町 Katsuragi-chō) – miasto w Japonii, na wyspie Honsiu, w prefekturze Wakayama. Według danych na rok 2020 miejscowość zamieszkiwało 15 967 mieszkańców , a gęstość zaludnienia wyniosła 105,3 os./km².